# Campagne Rothaus

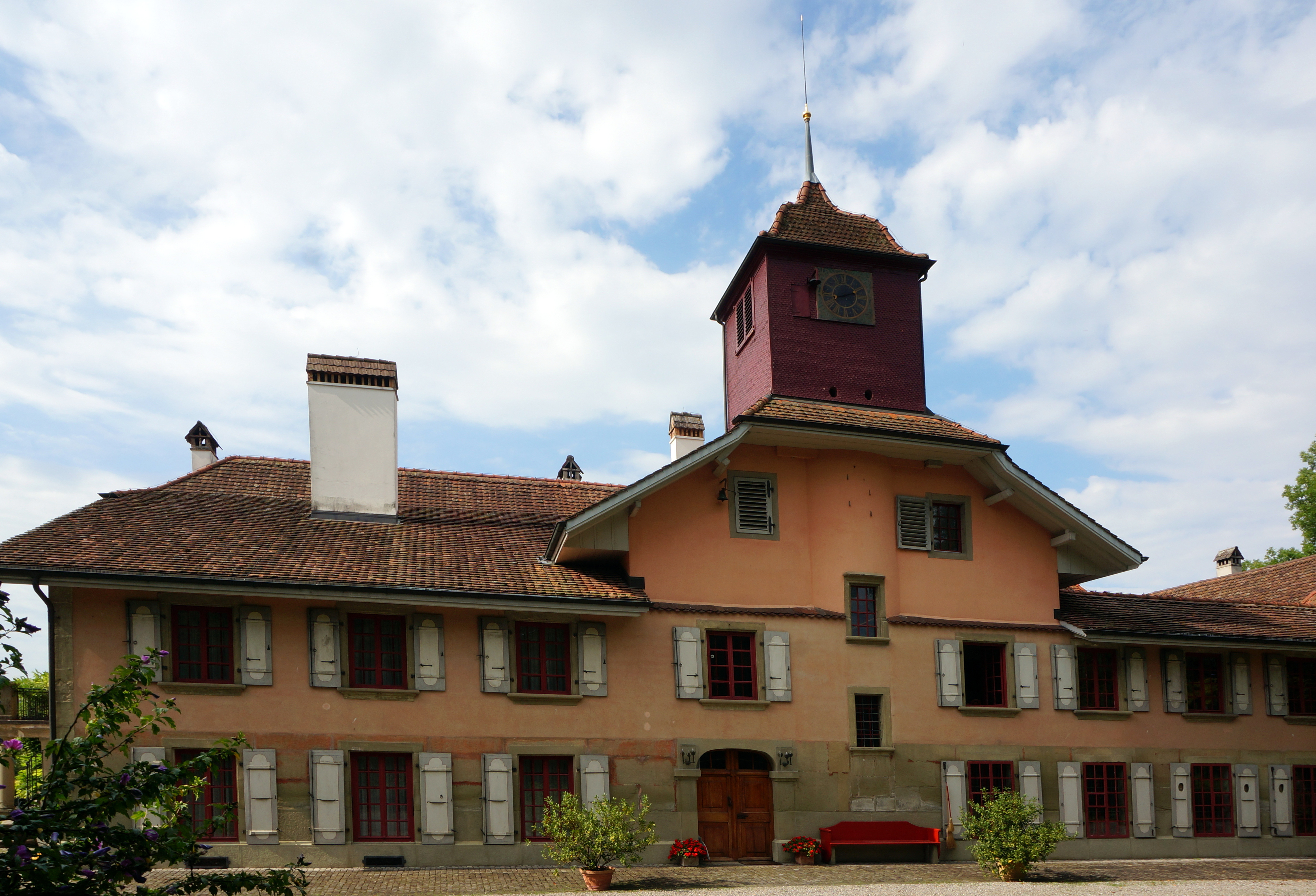
Campagne Rothaus (2013)

Die Campagne Rothaus (auch: Rothus) ist ein im Kern um 1480 erbauter Landsitz in der Gemeinde Ostermundigen im Kanton Bern.
Die Campagne Rothaus steht auf einer leichten Anhöhe zwischen der Worble und dem Lötschebach, auf einem an die Gemeinde Bolligen angrenzenden Grundstück. Sie wurde in mehreren Etappen erweitert und verdankt ihren Namen der Farbgebung seit dem 17. Jahrhundert. Die Campagne gehörte den Familien Steiger, von Muralt, Morlot und Tscharner. Später kaufte sie Jacques Koerfer. Das Haus wurde bis zum Tod des Kunsthändlers Eberhard W. Kornfeld im April 2023 von diesem bewohnt.
Die Campagne Rothaus steht unter Kulturgüterschutz und trägt auf der Liste der Kulturgüter von nationaler und regionaler Bedeutung die Nummer 01153.